# Jean-Gabriel Périot
Jean-Gabriel Périot, né le 23 avril 1974 à Bellac (Haute-Vienne), est un monteur et réalisateur français. Il a notamment réalisé Une jeunesse allemande et Retour à Reims (Fragments) (adapté de l’essai autobiographique de Didier Eribon), tous deux nommés aux Césars du meilleur film documentaire.

## Biographie

### Jeunesse
Né à Bellac, dans le département de la Haute-Vienne, Jean-Gabriel Périot passe son enfance à Antibes, puis en Guadeloupe, avant de s'installer à Paris.
Il a suivi une formation générale autour de l’audiovisuel, ayant appris durant cette formation l’utilisation de l’U-matic, montage de bande à bande fonctionnant avec de grosses cassettes, format servant beaucoup dans l’éducation.

#### Fin des années 1990: le Centre Georges-Pompidou
Son engouement pour l'histoire et les images d'archives intervient lors d'un travail accompli au Centre Georges Pompidou à la fin de ses études. Il y découvre les possibilités qu'offrent les images d'archives, un matériau riche qui permet d'élaborer de nouveaux récits visuels.

Jean-Gabriel Périot travaillait à l'époque pour le Service Multimédia qui était responsable de la fabrication de contenus audiovisuels pour le Centre Georges-Pompidou, réalisant par exemple des vidéos de présentation pour les expositions. En 1996, Jean-Gabriel Périot y retourne une seconde année pour une exposition s’intitulant « L’Art de l’Ingénieur, Constructeur, entrepreneur, inventeur » du 25 juin au 29 septembre 1997, pour laquelle il remontera cent films d’archives.
« Cent films étaient présentés dans l’exposition, mais évidemment pas les films complets et en fait les commissaires choisissaient les films pour un thème en particulier, très précis, c’était donc là, l’ingénierie architecturale, abordant des questions très précises de construction. Ils choisissaient des éléments dans les films, il n’y avait pas de son, pas de commentaire, et comme c’était à Beaubourg, il y avait un public international, j’avais le droit à trois ou quatre sous-titres maximums, il ne fallait pas que ce soit trop explicatif pour que tout le monde puisse comprendre. En faisait cela, cent films pendant un an, sur des thèmes un peu compliqués parce que parfois les films ne s’y prêtaient pas, c’est là que j’ai réellement appris à monter parce que je ne faisais que ça et puis c’était un exercice très compliqué qui force à interroger, creuser la matière. Évidemment j’ai beaucoup appris sur les questions de l’archive à ce moment-là. ».

##### 21.04.02, installation vidéo
Toujours dans cette lancée artistique, il réalise en 2002, une installation vidéo intitulée 21.04.02. Deux écrans et un petit moniteur sont disposés. Les deux grands moniteurs diffusant des phrases relevées dans la presse au moment des élections, et de l’autre, des images d’archives, des séquences thématiques. Ces phrases et ces séquences étaient entrecoupées par de grands moments de noir. Par la suite, Jean-Gabriel Périot les agencera donnant la version finale du film. 

###### Découverte des images d'archives
C'est durant ces périodes que Jean-Gabriel Périot découvre un intérêt singulier pour le "remploi" d'images d'archives, ainsi que toutes les possibilités esthétiques et symboliques qu'offrent ce type d'images. Ce "remploi" d'images d'archives vaut l'appellation de "found-footage" pour caractériser le genre cinématographique de certains films de Périot. 
Une « instrumentalisation » du montage par la convergence de l’expérimentation et du réel que déploie Jean-Gabriel Périot depuis les années 2000 à travers des courts-métrages et longs-métrages de films d’archives. Ses films sont traversés par engagement artistique et politique malgré le côté impersonnel des images d’archives. Le montage de Jean-Gabriel Périot relève réellement d’une pratique qui peut être isolée, ici à travers son montage d’archives qui est sensiblement différent de son montage de prises d’images personnelles. Le montage d’archives de Jean-Gabriel Périot est à la fois un outil d’expression et de création, apportant une réflexion en lien avec son époque.

## La fiction interrogeant le documentaire

### La posture de Jean-Gabriel Périot

#### Le constat d'un cinéma politique vide
"C’est une hypothèse fort aventureuse, mais il est probable que si, lorsque j’avais vingt ans, un « cinéma politique » contemporain avait alors pleinement existé comme il a pu exister dans les années 1920-1930 ou dans les années 1960-1970, je n’aurais jamais réalisé de film. Je travaillais alors comme monteur et cela me satisfaisait. J’avais bien envie de faire des films depuis que j’étais adolescent, mais je n’étais pas pressé. Par contre, je ressentais un vrai manque comme spectateur. Il y avait peu de films qui m’aidaient à comprendre le monde dans lequel je vivais ou de films qui « prenaient position."
Jean-Gabriel Périot, lors de ses conversations rassemblées dans un ouvrage "Ce que peut le cinéma, Conversations" (2018) avec Alain Brossat, raconte les motivations de sa pratique cinématographique. Il déplore l’absence de cinéma politique depuis le cinéma soviétique des années 1920-1930, et le cinéma français de 1968, avec les « ciné-tract ». Deux références dont les expérimentations cinématographiques et les possibilités de revendications du montage l’intéressaient. Ce contexte cinématographique va induire à une volonté de créer ses propres films « politiques ».  Ce cinéma politique est décrit dans les entretiens et écrits de Jean-Gabriel Périot, comme relevant d’une volonté, celle d’un désir de « propagande », dans le but de confronter le spectateur de manière assez brutale, avec des idéologies radicales, visant à une réaction de sa part. Cette tendance va avec la volonté de Jean-Gabriel Périot de laisser parler ses images d’archives, mais également d’en faire émerger des questionnements par le montage.
Son film Eût-elle été criminelle..., sur les femmes tondues de la fin de la Seconde Guerre mondiale, a souvent été mobilisé dans les collèges pour débattre de la violence.

##### La question du spectateur
La question du spectateur est intéressante dans le travail de Jean-Gabriel Périot, dans la lignée des pensées de Jacques Rancière dans son ouvrage intitulé "Le spectateur émancipé" publié en 2008, discutant de la possibilité d’un cinéma « politique » à travers l’émancipation du spectateur. Une émancipation que Jean-Gabriel Périot juge nécessaire faisant le constat d’un manque politique dans le cinéma contemporain actuel, encore plus dans celui qui se dit politique, relevant plus d’une « superficialité » dérangeante pour Jean-Gabriel Périot, ne voyant l’engagement politique possible que par l’engagement artistique, et donc par les expérimentations des formes du cinéma.

###### L’importance du montage
Le montage d’archives de Jean-Gabriel Périot est à la fois un outil d’expression et de création, apportant une réflexion en lien avec son époque, son environnement. Une forme de fabriquant d’images, monteur de formation et individu ayant  assisté avec l’arrivée d’internet au début des années 2000, à la constitution d'une masse d’images orphelines, en accès libre et perpétuel sur le web. Un regard sur son environnement, à l’ère de l’hégémonie de l’image, dont la construction et les enjeux de représentation dans les sociétés, particulièrement la société occidentale, interroge, et qu’il met en pratique à travers son montage, réel « savoir-faire » de démontage et de remontage dans la lignée de Theodor W. Adorno,  à la fois discontinuité ontologique du cinéma et en même temps réelle démarche propre à Jean-Gabriel Périot, qui par la récurrence de gestes, « réemployer, remonter, rembobiner, accélérer, décadrer, recadrer » pose ses « questions ».

### La facture de Jean-Gabriel Périot

#### Les thèmes récurrents
Jean-Gabriel Périot a réalisé depuis 2002 une quinzaine de courts métrages en développant son propre style à partir d'archives filmiques et photographiques. Son travail s'intéresse aux rapports entre la violence et l'histoire. Il définit son métier de cinéaste comme un travail de recherche en cours en interrogeant notre monde et les rapports humains : 

« Je fais des films parce que je ne sais pas. Je cherche. Je tente d’y voir plus clair, en m’efforçant au moins de savoir comment énoncer des questions. C’est pour moi une manière d’ouvrir un espace de réflexion, contrairement à ce qui est de l’ordre du télévisuel ou du documentaire mainstream, forclos sur lui-même et indolore pour le spectateur. »

L’œuvre filmique de Jean Gabriel-Périot est traversée par des thématiques récurrentes, notamment la mémoire et l’histoire, questionnées principalement à travers la Seconde Guerre Mondiale. Le menant à aborder les femmes tondues, les bombardements aérien, l’humanité. Son travail interroge la façon dont l'histoire a construit la mémoire, comment la mémoire est venue orienter les actions humaines contemporaines, et comment se construit l'histoire actuellement.
Jean-Gabriel Périot s'intéresse également au militantisme et à la politique avec la question du travail et des travailleurs, ou encore aux violences policières. Ces notions sont également liées au sens du combat, la raison des colères et des luttes, la radicalité de certaines luttes, les médias et leur pouvoir sur les individus et les sociétés, leur rapport à l’histoire, la mémoire ainsi que la politique, et enfin l’apocalypse nucléaire. Jean-Gabriel Périot va donc traiter singulièrement ces différentes thématiques  à travers son montage. 

#### Des images documentaires
Les prises de vues documentaires dans les films de Jean-Gabriel Périot sont des images d'archives photographiques et vidéographiques. On retrouve notamment des photographies et vidéos de civilisations, de paysages, de villes, d’animaux, ou attraits à un évènement historique . Contrairement à la plupart des documentaires, ceux de Jean-Gabriel Périot sont dépourvus de voix-off, seules les images d'archives expriment le point de vue des protagonistes comme dans Une jeunesse allemande, ou dans The Devil. Cependant cette dimension documentaire est marquée par une subjectivité propre au réalisateur, que relève justement Jean-Gabriel Périot lors d’une entrevue accordée à la revue numérique Mashup, nuançant le genre documentaire :
« Il y a toujours une certaine naïveté à penser les images documentaires. Spontanément, elles apparaissent, contrairement aux images de fiction, du côté du vrai, du neutre, de l’objectif (mais aussi du sale, du bougé, du monté, bref du sans-forme). Elles apparaissent aux spectateurs presque « pures ». Pourtant, il n’existe aucune image sans mise en scène, sans construction, sans prise de décision. Il n’y a pas d’images sans cadre et donc sans hors-champ, il n’y a pas non plus d’images hors d’un temps précis (celui et uniquement celui qu’elle documente). »
Le « point de vue documenté » dans le travail de Périot questionne plus le positionnement du spectateur, qu'il informe sur un sujet. 

#### Une jeunesse allemande, 2015, premier long-métrage
Son premier long métrage, Une jeunesse allemande, sorti en octobre 2015, porte sur la Fraction armée rouge (Rote Armee Fraktion ou RAF) et sa réception dans l'Allemagne de l'Ouest des années 1970. Réalisé à partir d'archives visuelles, il retrace le parcours des jeunes intellectuels de cette organisation et le basculement dans la violence terroriste justifiée comme une contre-violence étatique. Ce premier long métrage est caractéristique de son style, un montage brut et chronologique qui ne prétend pas prendre position mais faire réfléchir. Il s'explique sur le style de ce premier film : « Ni commentaires en voix off, ni interviews rétrospectives : je voulais surtout construire le film sans prescience, ni explication a posteriori de l’histoire. En la développant, dans son cours chronologique, en gardant la manière dont elle avait été vue, analysée ou racontée à l’époque, par les protagonistes ou les télévisions. » Ce travail sur la RAF fait suite à son court métrage Regardez les morts (2011), une réflexion existentielle sur les suicidés de Stammheim. 
Intéressé par les liens tenus et histoire, mémoire et images (fixes ou animées), son travail déconstruit l'archive officielle, bouscule la fabrication de l'histoire et interroge les enjeux mémoriels ou sociétaux.

#### Un montage "kaléidoscopique"
Jean-Gabriel Périot lors de son entretien avec le philosophe Alain Brossat, qualifie les formes de ses films comme étant « kaléidoscopiques », car très variées, entre l’animation, le montage de photographies, d’archives filmiques, le documentaire, ainsi que ses sujets. Il semble que le montage de Jean-Gabriel Périot soit marqué par cette notion également dans sa construction, fonctionnant à partir de trois principaux éléments, l’image, la musique et les effets du montage (split-screen, surimpression, ralentis, accélération, rembobinage etc). « Kaléidoscopique » également par la pluralité de formes que ce schéma de construction permet à Jean-Gabriel Périot, devenant réellement la construction fondatrice de son montage d’archives, puisqu’il définira le « squelette » de tous ses films d’archives, bien que comme dit précédemment, cette construction peut impliquer des « sous-formes » de montage (notamment le montage des intervalles).

#### La bande sonore
Le montage « kaléidoscopique » est donc une forme de schéma de construction de ses films se caractérisant par une mise en correspondance de photographies ou de vidéos montées parallèlement à une bande sonore. Une réelle omniprésence d’un « fond » sonore dans ses films, qu’il soit « musical » ou seulement « sonore ». La musique est très importante dans son montage, puisqu’elle lui donne une dimension nouvelle, entre rythme et musicalité. Jean-Gabriel Périot va utiliser différentes sources musicales, La Marsaillaise pour Eut-elle été criminelle (2006), le groupe pop/rock The Booger pour The Devil(2012), une musique plus expérimentale composée par Xavier Thibault pour Les Barbares (2010) ou encore dans Dies Irae (2005) différents morceaux de chants et de musiques venant, semble-t-il, de zones géographiques et périodes différentes, avec quatre morceaux spécifiques. Un morceau japonais intitulé The Cherry Blossoms composé par Toshiko Yonekawa, un morceau mongol intitulé approximativement Mongolian Traditional longsong interprété par Ganbaatar Khongorzul, morceau de chant catholique intitulé Bless the Lord, O my Soul, interprété par l’Église de Moscou, puis un morceau vietnamien intitulé Viet Nam : Coi-Giâu, interprété par Ba Manh, Tu Van, Son Ma, Van Tich et enfin l’Agnus Dei ici composé par Michael Smith. La dernière spécificité concernant le son et la musique dans le montage de Jean-Gabriel Périot, est le travail de « texture sonore » combinaisons de sons, devenant à certains moment une forme de mélodie. Un rendu « abstrait » et « brutal » comme dans Under Twilight (2006).

## Filmographie

### Longs métrages
- 2015 : Une jeunesse allemande
- 2016 : Lumières d'été
- 2019 : Nos défaites
- 2021 : Retour à Reims (Fragments)
- 2023 : Se souvenir d'une ville

### Courts métrages
- 2014 : Si jamais nous devons disparaître ce sera sans inquiétude mais en combattant jusqu'à la fin
- 2014 : We Are Become Death
- 2013 : L'Optimisme
- 2013 : Le jour a vaincu la nuit
- 2012 : The Devil
- 2012 : Nos jours, absolument, doivent être illuminés
- 2011 : Regarder les morts / Looking at the Dead
- 2010 : Les Barbares
- 2009 : L'Art délicat de la matraque
- 2008 : Entre chiens et loups
- 2007 : Nijuman no borei (200 000 fantômes)
- 2006 : Under Twilight
- 2006 : Eût-elle été criminelle...
- 2005 : Dies Irae
- 2005 : Undo
- 2004 : We Are Winning, Don't Forget

### Vidéos expérimentales
- Le temps passe
- Nous
- Poor Little White Girls
- #67[14]
- Médicalement
- Lovers
- Rain
- Devil Inside
- Et pourquoi pas : "Bodymakers", "Falbala", "Bazaar", etc. etc. ?
- 2006 : Avant j'étais triste
- 2006 : Journal intime
- 2006 : Gay ?
- Parades amoureuses
- Désigner les ruines
- Ami, entends-tu le vol noir des corbeaux ?
- 2002 : 21.04.02
- Affaires classées
- Le Travail

## Entretiens
- « Jean-Gabriel Périot « Le documentaire dit « normale » cherche à donner des réponses, je cherche à poser des questions. » » dans Format Court par Julien Saves, 18 mai 2012.
- « Rencontre avec Jean-Gabriel Périot » dans Eclairs, La revue numérique de l’ALCA, par Catherine Lefort, 28 mai 2014.
- "Entrevue avec Jean-Gabriel Périot", dans Mashup Cinémas, par Julien Lahmi, 11 octobre 2015.
- « Jean-Gabriel Périot : "C’est très petit-bourgeois de lier art et résistance" », Ballast,‎ 13 janvier 2018 (lire en ligne)
- "Entretien avec Jean-Gabriel Périot, 27 janvier 2020, Paris" dans Le cinéma de Jean-Gabriel Périot, par Eva Baussart (mémoire), 2020, Université de Bourgogne-Franche-Comté.
- Podcast, « Jean-Gabriel Périot, casser la coquille », Débordements, par Occitane lacurie et Barnabé Sauvage,‎ 30 mars 2022 (lire en ligne)

## Distinctions
Plusieurs de ses courts métrages et longs métrages ont été nommés dans des festivals tels que le festival de Cannes (Quinzaine des Réalisateurs, édition 53, 2021), les Césars (2016), le festival international du court métrage de Clermont-Ferrand (2013), la Nuit des Lutins (éditions 15, 2012) ou à l'occasion des Rencontres du Cinéma Européen de Vannes (édition 10, 2011). Quelques-uns sont visibles sur sa page officielle.
Principales nominations et sélections :
- Une jeunesse allemande, César du meilleur film documentaire, 2016.
- Retour à Reims (Fragments), Prix SACD, Quinzaine des réalisateurs, 2021.
- Retour à Reims (Fragments), Label Europa Cinéma, Quinzaine des réalisateurs, 2021.

#### Jean-Gabriel Périot
- ALBERA François, « Une jeunesse allemande (Jean-Gabriel Périot) : qui parle ? » in Décadrages [en ligne], 2017.
- BROSSAT Alain, PERIOT Jean-Gabriel, Ce que peut le cinéma, Conversations, La Découverte, 2018.
- CAREY Josselin, FARENC Margot, MACOR Jessica, WEISS Laure, Du montage dissident dans l’œuvre de Jean-Gabriel Périot, dans BRENEZ Nicole, MARINONE Isabelle (dir.), Cinémas libertaire., Au service des forces de transgression et de révolte, Presses Universitaires du Septentrion, 2015.

#### Sur le remploi d'images d'archives
- ANDRE Emmanuelle, « L’archive et le temps cinématographique » in Écrire l’Histoire, 2014, p. 185 à 187.
- BLUMLINGER Christa, Cinéma de seconde main : esthétique du remploi dans l’art du film et des nouveaux médias, Editions Klincksieck, 2013.
- BRENEZ Nicole, « Montage intertextuel et formes contemporaines du remploi dans le cinéma expérimental », in Revue d’études cinématographiques, Cinémas, 2002.
- BOURGATTE Michaël, « Le mashup et la transtextualité audiovisuelle sur internet », dans Communication & Langes, Cairn [en ligne], 2019.
- CHARUEL Solène, L’archive numérique comme matériau des artistes contemporains à travers l’exemple de Christian Boltanski, mémoire de recherche, Université de Lyon, 2016.
- DIDI-HUBERMANN Georges, L’image survivante. Histoire de l’art et temps des fantômes selon Aby Warburg, Les Editions de Minuit, 2002.
- LINDERPERG Sylvie, SZCZEPANSKA Ania, A qui appartiennent les images, Le paradoxe des archives entre marchandisation, libre circulation et respect des œuvres, Editions Fondation Maison des Sciences de l’homme, 2017.
- KLEIN Ann, LEMAY Yann, « Matérialité des archives et transmission de l’histoire » in Gazette des archives, p. 237-245, 2013.

#### Sur le montage filmique
- BERNAS Steven, Montage créatif et processus esthétique d’Eisenstein, suivi de « Montage 38 » d’Eisenstein, L’Harmattan, 2008.
- DEVILLE Vincent, Les formes du montage dans le cinéma d’avant-garde, Presses Universitaires de Rennes, 2014.
- EISENSTEIN Serguei, « Montage 1938 », Œuvres II, 1947, in Réflexions d’un cinéaste, 1958.
- FAUCON Térèsa, Théorie du montage, 2e édition, Énergie des images, Armand Colin, 2017.
- FAUCON Térèsa, Gestes contemporains du montage, entre médium et performance, Naima, 2017.
- GODARD Jean-Luc, « II. Montage mon beau souci » in Cahiers du Cinéma, 1956, p. 30 et 31.